# Тит Сіциній Сабін
Тит Сіциній Сабін (лат. Titus Sicinius Sabinus; близько 520 до н. е. — після 480 до н. е.) — політичний та військовий діяч часів ранньої Римської республіки.

## Життєпис
Походив з роду Сіциніїв, проте невідомо з якої гілки — патриціанської чи плебейської. Про молоді роки немає відомостей. 
У 487 році до н. е. його було обрано консулом разом з Гаєм Аквілієм Туском. Під час своєї каденції воював проти племені вольсків, яких переміг. За це отримав від сенату право на тріумф. У 480 році до н. е. відзначився у війні проти міста-держави Вейї на посаді легата під орудою консула Марка Фабія Вібулана. Про подальшу долю немає відомостей.